# Макул Леонід Якович
Леонід Якович Макул (25 червня 1958, м. Одеса) — український політик, народний депутат України.

## Освіта
Одеський політехнічний інститут, інженер-механік (1980).

## Кар'єра
- 1980–1989 — майстер, начальник цеху виробничого об'єднання «Точмаш», м. Одеса.
- 1989–2004 — головний інженер, голова правління заводу «Автоагрегат», м. Одеса.
- 2004–2006 — голова правління ТОВ "ТЦ «Середньофонтанський».
- З 2006 — головний профконсультант ТОВ «Спецавтотехніка — М».

## Політична діяльність
- Березень 2006 — кандидат в народні депутати України від Блоку «Наша Україна», № 441 в списку. На час виборів: голова ТОВ «ТЦ» «Середньофонтанський», член НСНУ[2].
- 2006–2010 — депутат Одеської міської ради.
- З 2010 — голова Одеської обласної організації ВГО «Громадянська позиція».

Народний депутат України 7-го скликання з березня 2014 від ВО «Батьківщина», № 68 в списку. На час виборів: головний профконсультант ТОВ «Спец-автотехніка — М», безпартійний. Член фракції ВО «Батьківщина» (з березня 2014). Член Комітету з питань верховенства права та правосуддя (з червня 2014).